# بانکداری سرمایه‌گذاری
بانک سرمایه‌گذاری - که در ایران شرکت تأمین سرمایه نامیده می‌شود یک مؤسسه مالی است که به افراد، شرکت‌ها، و دولت‌ها کمک می‌کند تا از راه تعهد پذیره‌نویسی، یا نمایندگی کارفرما در انتشار اوراق بهادار، به گردآوری سرمایه اقدام کنند. یک بانک سرمایه‌گذاری (شرکت تأمین سرمایه) هم‌چنین می‌تواند خدمات مالی متنوع دیگری نیز به افراد و شرکت‌ها ارائه کند - از جمله: مشاوره در زمینه ادغام و تملیک، بازارگردانی، انتشار ابزارهای مالی با درآمد ثابت،... .

## صنعت بانکداری سرمایه‌گذاری در ایران

### جایگاه قانونی
طبق بند ۱۸ ماده ۱ قانون بازار اوراق بهادار جمهوری اسلامی ایران: «شرکت تأمین سرمایه (بانک سرمایه‌گذاری) شرکتی است که به‌عنوان واسطه بین ناشر اوراق بهادار و عامه سرمایه‌گذاران فعالیت می‌کند، و می‌تواند فعالیت‌های کارگزاری، معامله‌گری، بازارگردانی، مشاوره، سبدگردانی، پذیره‌نویسی، تعهد پذیره‌نویسی و فعالیت‌های مشابه را با اخذ مجوز از سازمان بورس و اوراق بهادار انجام دهد.»

### شرکت‌های تأمین سرمایه ایران
هم‌اکنون، ۹ شرکت تأمین سرمایه در بازار اوراق بهادار ایران فعالیت می‌کنند که عبارتند از:
| شرکت                       | مدیرعامل         | وبگاه رسمی             |
| -------------------------- | ---------------- | ---------------------- |
| تامین سرمایه امین          | ولی الله ولی نیا | www.aminib.com         |
| تأمین سرمایه تمدن          | علیرضا ناصرپور   | https://tamadonib.com/ |
| تامین سرمایه نوین          | ولی نادی قمی     | www.novinib.com        |
| تأمین سرمایه امید          | سید محسن موسوی   | omidib.com             |
| تامین سرمایه بانک ملت      | مسعود سلطان زالی | www.mellatib.ir        |
| تامین سرمایه سپهر          | محمد وطن پور     | www.sepehrib.com       |
| تأمین سرمایه لوتوس پارسیان | علی تیموری       | www.parsianlotusib.ir  |
| تامین سرمایه کاردان        | احسان مرادی      | www.kardan.ir          |
| تأمین سرمایه بانک مسکن     | تارا طیبان       | maskanib.com           |

### کارگروه تأمین سرمایه ایران
۲۹ مهر ۱۳۹۱، مدیران عامل هفت شرکت تأمین سرمایه فعال در بازار اوراق بهادار ایران طی جلسه‌ای پس از آخرین بررسی‌های لازم دستورالعمل اجرایی کارگروه تأمین سرمایه ایران را تصویب کردند. این کارگروه که نظر کانون نهادهای سرمایه‌گذاری ایران تشکیل شد، به نوعی، حکم سندیکای شرکت‌های تأمین سرمایه ایرانی را دارد. بر اساس این دستورالعمل، شورای کارگروه - عالی‌ترین رکن آن - از مدیران عامل یا نمایندگان این ۷ شرکت تأمین سرمایه تشکیل می‌شود و مسئولیت سیاست گذاری، تعیین قوانین و خط‌مشی‌های مرتبط با اهداف کارگروه را بر عهده دارد. دبیر اجرایی کارگروه نیز دبیرکل کانون نهادهای سرمایه‌گذاری ایران است.

#### چشم‌انداز
براساس دستورالعمل اجرایی کارگروه تأمین سرمایه ایران چشم‌انداز این کارگروه عبارت است از:
- ایجاد تحول در صنعت بانکداری، سرمایه‌گذاری کشور با به‌کارگیری گروهی از نخبگان و موسسات تخصصی که دید گسترده‌ای نسبت به مسوولیت‌های خود دارند و با ترکیبی از مشتری‌مداری، محصولات نوآورانه، خدمات با کیفیت و پشتیبانی به عنوان چارچوب پاسخگویی به مسوولیت اجتماعی و اخلاقی شرکت‌های تأمین سرمایه..

## خدمات بانکداری سرمایه‌گذاری (شرکت‌های تأمین سرمایه)
مهم‌ترین خدمات شرکت‌های تأمین سرمایه خدمات مرتبط با سرمایه‌گذاری، پذیره نویسی، خدمات بروکری، صرافی و تحقیق و توصیه می‌باشد.

## اهداف
بر اساس دستورالعمل اجرایی کارگروه تأمین سرمایه ایران اهداف این کارگروه عبارت است از:
- بهبود و توسعه روابط اعضا با یکدیگر و با سازمان بورس، بازارهای خارج از بورس و سایر نهادهای مالی و غیرمالی تولیدی و بازرگانی فعال در بازارهای مالی و غیرمالی کشور
- ارتقای سطح تعاملات و همکاری‌های مشترک شرکت‌های عضو بانک مرکزی، شورای پول و اعتبار و سایر نهادهای بازار پول
- اعتلای اعتبار و وجهه اعضا نزد جامعه از طریق ترویج استانداردهای اخلاق حرفه‌ای و ترغیب اعضا به رعایت قوانین و مقررات
- ارتقا و توسعه دانش حرفه‌ای مدیران و کارکنان اعضا از طریق گسترش و بهبود آموزش‌های حرفه‌ای، توسعه روابط با موسسات آموزشی و پژوهشی داخلی و خارجی
- انجام تحقیقات و انتشار نشریات تخصصی
- تهیه برنامه‌های لازم به منظور التزام اعضای کارگروه به رعایت قوانین و مقررات
- برقراری سیستم‌های کنترل داخلی، احترام به اخلاق حرفه‌ای و تأکید بر ارائه گزارش‌های شفاف و منصفانه به بازار اوراق بهادار
- تشکیل سندیکا جهت تأمین نیازهای مالی شرکت‌ها و تعهد پذیره‌نویسی و بازارگردانی اوراق منتشر شده طی افزایش ظرفیت‌های اعضا و قبول تعهدات بالاتر.